# ゴードン・メイフォース
ゴードン・メイフォース（ゴーダン・メイフォース、英: Gordon Mayforth、1968年5月17日 - ）は、アメリカ合衆国のバレーボール指導者。

## 来歴
選手経歴は不明。
1980年代後半からイリノイ州ウエストシカゴにあるスポーツパフォーマンスで指導者としてのキャリアを始め、1995年まで主に同クラブを拠点に活躍した。1987年から1988年までメジャーリーグバレーボールのシカゴ・ブリーズのアシスタントコーチ、1990年から1992年まではウエストミシガン大学女子チームアシスタントコーチおよび男子クラブチーム監督に就任した。
1995年からロヨラ大学で男子バレーボールチーム監督として活躍、2002年MIVA（中西部インカレバレーボールリーグ）優勝、同年にMIVA最優秀監督賞受賞。
一方でアメリカ合衆国男子代表スタッフとしても活躍。1993年から男子ジュニアアシスタントコーチ、1998年から1999年まで男子ジュニア代表監督。2001年、北京で行われたユニバーシアードではアシスタントコーチとして優勝に貢献した。
2002年に来日、Vリーグ・堺ブレイザーズ監督に就任、翌2003年黒鷲旗準優勝。2005年からはエッカードカレッジ女子バレーボールチームアシスタントコーチを務めながら、堺のアドバイザーも務めた。
日本バレーに精通していることを見込まれ、2008年からVプレミアリーグ・JTサンダーズ監督に就任した。翌2009年の天皇杯で準優勝に導いたが、リーグ戦では2年連続で4強入りできなかった。
JT監督時代の2010年1月バレーボールギリシャ男子代表からオファーを受け監督に就任、Vプレミアリーグ終了とともにJTを離れた。再建を託されたものの、同年度の2011年欧州選手権予選3次ラウンド・プレーオフでトルコに2連敗を喫し、2001年大会以来10年ぶりに欧州選手権の出場権も失う結果となった。
2018年、日本バレーボール協会からの招聘を受けてコーチングスタッフに入り、第18回アジア競技大会に出場する男子日本代表（B代表）の指揮を執った。
2019-20シーズン、堺に復帰し2シーズン監督を務めた。
2023年からは、アメリカのプロバレーボールリーグであるプロ・バレーボール・フェデレーションのオーランド・ヴァルキリーズでコーチを務めている。